# 凱文·米爾伍德
凱文·奧斯汀·米爾伍德（Kevin Austin Millwood，1974年12月24日—），出生地是在北卡羅萊納州的加斯托尼亞，曾效力過亞特蘭大勇士、費城費城人、克里夫蘭印地安人、德州遊騎兵、巴爾的摩金鶯和西雅圖水手，現已退休

## 職業生涯
1997年，米爾伍德在勇士隊初登板，總計在勇士隊六年繳出75勝的好成績，並於1999年入選明星賽
2003年面對巨人隊投出無安打比賽
2012年1月22日，米爾伍德和西雅圖水手簽下小聯盟合約。同年升上大聯盟後與其他五名選手合力面對道奇隊投出無安打比賽
2013年2月3日宣布退休
。

## 外部連結
- 球員資訊和成績在MLB，ESPN，Baseball-Reference，Fangraphs，The Baseball Cube，Baseball-Reference (Minors)（英文）